# Gregory Michael Aymond
Gregory Michael Aymond (New Orleans, 12 novembre 1949) è un arcivescovo cattolico statunitense, dal 12 giugno 2009 arcivescovo metropolita di New Orleans.

## Biografia
Gregory Michael Aymond è nato nel quartiere Gentilly di New Orleans, in Louisiana, il 12 novembre 1949 ed è il maggiore di tre figli.

### Formazione e ministero sacerdotale
Ha frequentato la St. James Major Elementary School ed è evacuato da New Orleans con la sua famiglia in barca a vela dopo l'uragano Betsy del 1965. Nel 1967 si è diplomato alla Cor Jesu High School e fino al 1971 ha studiato al St. Joseph Seminary College di Covington. Ha proseguito gli studi presso il seminario "Notre Dame" di New Orleans e nel 1975 ha conseguito il Master of Divinity. Ha poi perfezionato la sua formazione presso l'Istituto di ministero della Loyola University di New Orleans.
Il 10 maggio 1975 è stato ordinato presbitero per l'arcidiocesi di New Orleans da monsignor Philip Matthew Hannan. In seguito è stato professore e poi rettore del St. John Vianney Preparatory Seminary di New Orleans dal 1975 al 1981; direttore della formazione e professore di teologia pastorale e omiletica presso il seminario "Notre Dame" di New Orleans dal 1981 al 1986 e presidente-rettore dello stesso dal 1986 al 2000. Il suo mandato è stato il più lungo nella storia del seminario.
Durante il suo ministero sacerdotale è stato anche direttore esecutivo del dipartimento per la formazione cristiana, con responsabilità sulle scuole cattoliche e sull'educazione religiosa. È stato anche direttore diocesano della Società per la propagazione della fede e membro del suo consiglio nazionale dal 1977 al 2000. Durante gli anni '80, Aymond e gruppi di seminaristi hanno iniziato a visitare il Messico. Lì hanno costruito case e offerto formazione religiosa. Nel 1994 ha fondato Christ the Healer, un programma di missione medica dell'arcidiocesi di New Orleans a Granada, nel Nicaragua.

### Ministero episcopale

#### Vescovo ausiliare di New Orleans
Il 19 novembre 1996 papa Giovanni Paolo II lo nominò vescovo ausiliare di New Orleans e titolare di Acolla. Ha ricevuto l'ordinazione episcopale il 10 gennaio successivo nella basilica cattedrale di San Luigi re di Francia a New Orleans dall'arcivescovo metropolita di New Orleans Francis Bible Schulte, co-consacranti l'arcivescovo emerito della stessa arcidiocesi Philip Matthew Hannan e l'arcivescovo metropolita di Miami John Clement Favalora.

##### Caso Brian Matherne
In qualità di vescovo ausiliare di New Orleans, uno dei compiti di monsignor Aymond includeva la supervisione delle scuole cattoliche dell'arcidiocesi. Nel 1998, Aymond permise a Brian Matherne, un allenatore della Scuola "Sacro Cuore di Gesù" di Norco, di rimanere al suo posto per diversi mesi dopo aver ricevuto informazioni dal padre di una presunta vittima di abusi che Matherne aveva molestato suo figlio 13 anni prima. Ha lasciato cadere la questione senza allertare la polizia dopo i tentativi falliti di parlare con la presunta vittima, allora ventiquattrenne, che in seguito ha informato l'ufficio dello sceriffo della parrocchia civile di Saint Charles della questione. Matherne è stato arrestato e dichiarato colpevole di aver molestato 17 giovani per un periodo di 15 anni. Sta scontando 30 anni nel Penitenziario di Stato della Louisiana a West Feliciana. Aymond in parte ha difeso la gestione del caso da parte della Chiesa, dicendo che aveva seguito la legge, ma ha anche ammesso il suo errore di non licenziare Matherne immediatamente. Ad Austin, tre anni dopo, Aymond ha iniziato a inasprire la politica della diocesi sugli abusi sessuali, basandosi in parte sull'esperienza acquisita nella gestione del caso Matherne affermando: "Quella dolorosa esperienza, non la dimenticherò mai. Mi ha aiutato a capire meglio la complessità della pedofilia".

#### Vescovo di Austin
Il 2 giugno 2000 lo stesso papa Giovanni Paolo II lo nominò vescovo coadiutore di Austin. Il 3 agosto successivo è entrato in diocesi. Il 2 gennaio 2001 è succeduto alla medesima sede.
Sotto la sua guida la diocesi di Austin è cresciuta rapidamente, in parte a causa dell'immigrazione, e in realtà ha più fedeli di molte arcidiocesi, inclusa quella di New Orleans dopo l'uragano Katrina.
Ad Austin, Aymond si è opposto alla richiesta da parte delle vittime di abusi sessuali di pubblicare i nomi dei sacerdoti accusati in modo credibile in passato e come presidente del comitato episcopale per la protezione dei bambini e dei giovani nel 2006 si è opposto alla creazione di un registro degli autori di abusi consultabile via web. Ha affermato: "Ci sono pochissime possibilità che un elenco del genere sia completo o accurato" e che avrebbe potuto portare a "un errore giudiziario". Le vittime hanno risposto affermando che è importante segnalare a chi soffre in silenzio che è sicuro farsi avanti.

#### Arcivescovo di New Orleans
Il 12 giugno 2009 papa Benedetto XVI lo ha nominato arcivescovo metropolita di New Orleans. Il 29 dello stesso mese il papa gli ha imposto il pallio, simbolo degli arcivescovi metropoliti, durante una celebrazione svoltasi nella basilica di San Pietro in Vaticano. Ha preso possesso dell'arcidiocesi il 20 agosto successivo con una cerimonia nella basilica cattedrale di San Luigi re di Francia a New Orleans. Ha proseguito il mandato di presidente del comitato per la protezione dei bambini e dei giovani e di membro dei comitati per il ministero dei campus, l'istruzione, i laici e le missioni mondiali.
L'arcivescovo Aymond ha affrontato le sfide "all'indomani di anni di scandali sessuali e dell'impopolare consolidamento delle parrocchie e della chiusura di diverse chiese per motivi economici", come affermato da Kevin McGill dell'Associated Press. Anche così, ha detto: "Mai nei miei sogni più sfrenati ho pensato che sarei tornato qui come [arci]vescovo". Poco dopo la sua nomina, il Survivors Network of those Abused by Priests ha rilasciato una dichiarazione affermando che si dovrebbe fare in modo che "ad assumere posizioni sia qualcuno che prende sul serio i crimini sessuali del clero".
Il predecessore dell'arcivescovo Aymond, monsignor Alfred Clifton Hughes, ha implementato un controverso programma di consolidamento delle chiese dopo l'uragano Katrina che ha ridotto le parrocchie da 142 a 108. L'uragano aveva infatti lasciato l'arcidiocesi con quasi un quarto in meno dei fedeli e con quasi 300 milioni di dollari in danni fisici. Aymond ha comunque permesso a diverse chiese di riaprire per occasioni speciali.
Dal 3 aprile 2019 al 21 aprile 2020 è stato anche amministratore apostolico di Alexandria.
Nel gennaio del 2012 e nel dicembre del 2019 ha compiuto la visita ad limina.
Il 23 marzo 2020 Aymond ha annunciato di essere risultato positivo al nuovo coronavirus SARS-CoV-2.

## Posizioni teologiche, morali, sociali e su temi politici
Bruce Nolan del Times-Picayune descrive Aymond come un "tranquillo pragmatico che preferisce promuovere i valori cattolici dentro e fuori dalla sua Chiesa senza i confronti pubblici che alcuni colleghi accettano volentieri".
Un editoriale del 16 giugno 2009 sul Times-Picayune ha elogiato come "un modo promettente per iniziare" la disponibilità di Aymond ad ascoltare il suo nuovo gregge.
Aymond ha la reputazione di affrontare questioni controverse in modo diretto. Ha definito gli scontri una parte necessaria dell'essere un vescovo. "Non sento di avere la responsabilità o l'obbligo di far fare alle persone ciò che dice la Chiesa", ha detto nel 2008. "In effetti, penso che sarebbe sbagliato. Ma ho l'obbligo di dire: Questo è ciò che insegna la Chiesa".
L'arcivescovo Aymond è stato uno degli oltre 80 vescovi degli Stati Uniti che hanno scritto all'Università di Notre Dame a South Bend per protestare contro l'assegnazione di una laurea honoris causa al presidente Barack Obama il cui sostegno all'aborto e alla ricerca sulle cellule staminali embrionali era in conflitto con gli insegnamenti della Chiesa sulla santità della vita.
Nell'ottobre del 2007, Aymond si è opposto alla prevista partecipazione di padre Charles Curran, un teologo cattolico dissidente, a un evento alla St. Edward University, una scuola cattolica di South Austin. Curran è un sacerdote privato dalla Santa Sede della possibilità di insegnare in un istituto cattolico perché ha apertamente condannato gli insegnamenti della Chiesa contro l'aborto, il controllo artificiale delle nascite e la sessualità. La St. Edward ha ignorato la direttiva di Aymond e non ha annullato l'evento.
L'arcivescovo Aymond è noto come un forte sostenitore della posizione della Chiesa cattolica di opposizione all'aborto, al controllo artificiale delle nascite e alla pena di morte. Aymond ritiene anche che gli omosessuali debbano rimanere celibi.
Nel giugno del 2013, Aymond ha pubblicato una dichiarazione di rammarico per il fatto che il suo predecessore, l'arcivescovo Philip Matthew Hannan, e la leadership della Chiesa locale avessero ignorato l'attacco incendiario a un bar gay locale che 40 anni prima aveva ucciso 32 persone. Aymond ha scritto alla rivista TIME che "in retrospettiva, anche se non avessimo rilasciato una dichiarazione avremmo dovuto essere solidali con le vittime e le loro famiglie. [...] La Chiesa non perdona la violenza e l'odio. Per non aver dimostrato le nostre cure e cordoglio, mi scuso profondamente".

### Vocazioni
L'arcivescovo Aymond è considerato un efficace promotore di vocazioni al sacerdozio. Il sito web della diocesi di Austin afferma che sotto il suo episcopato il numero dei seminaristi è triplicato.

### Introduzione della terza edizione del Messale Romano
Aymond, mentre prestava servizio come presidente del comitato per il culto divino della Conferenza dei vescovi cattolici degli Stati Uniti, il 17 giugno 2011 ha annunciato il che, a partire dal settembre successivo, i vescovi diocesani avrebbero potuto consentire la graduale introduzione dei canti delle parti popolari della messa dalla nuova traduzione del Messale Romano. In primo luogo, questo ha riguardato il Gloria, il Santo e le diverse acclamazioni commemorative. Questa variazione all'attuazione della terza edizione del Messale Romano, che doveva avvenire definitivamente nella prima domenica di Avvento, il 27 novembre 2011, è stato autorizzato dal presidente della Conferenza episcopale, l'arcivescovo di New York Timothy Dolan.

## Opere
- Gregory Michael Aymond, Courageous Moral Leadership, Washington, DC, National Catholic Educational Association (NCEA), 2004. ISBN 1-55833-342-8, ISBN 978-1-55833-342-0.
- Loughlan Sofield, Carroll Juliano, Gregory Michael Aymond,  Facing Forgiveness: A Catholic’s Guide to Letting Go of Anger and Welcoming Reconciliation. URL consultato il 27 ottobre 2020 (archiviato dall'url originale il 16 novembre 2016)., Notre Dame, Indiana, Ave Maria Press, 2007. ISBN 1-59471-122-4, ISBN 978-1-59471-122-0.

## Genealogia episcopale e successione apostolica
La genealogia episcopale è:
- Cardinale Scipione Rebiba
- Cardinale Giulio Antonio Santori
- Cardinale Girolamo Bernerio, O.P.
- Arcivescovo Galeazzo Sanvitale
- Cardinale Ludovico Ludovisi
- Cardinale Luigi Caetani
- Cardinale Ulderico Carpegna
- Cardinale Paluzzo Paluzzi Altieri degli Albertoni
- Papa Benedetto XIII
- Papa Benedetto XIV
- Papa Clemente XIII
- Cardinale Marcantonio Colonna
- Cardinale Giacinto Sigismondo Gerdil, B.
- Cardinale Giulio Maria della Somaglia
- Cardinale Carlo Odescalchi, S.I.
- Cardinale Costantino Patrizi Naro
- Cardinale Lucido Maria Parocchi
- Papa Pio X
- Cardinale Gaetano De Lai
- Cardinale Raffaele Carlo Rossi, O.C.D.
- Cardinale Amleto Giovanni Cicognani
- Cardinale John Joseph Krol
- Arcivescovo Francis Bible Schulte
- Arcivescovo Gregory Michael Aymond

La successione apostolica è:
- Vescovo Fernand Joseph Cheri III, O.F.M. (2015)
- Vescovo Francis Ignatius Malone (2020)
- Vescovo Robert William Marshall (2020)